# Перник
Перник је општина и град у Бугарској, у западном делу земље. Град је и седиште истоимене Перничке области.
Перничка област је рударска регија са највећим рударским резервама у Бугарској. Због тога је Перник средиште рударске индустрије у Бугарској.

## Порекло назива
Назив „Перник“ везује се за старословенског бога Перуна.

## Географија
Град Перник се налази 30 km југозападно од Софије и то је престоници најближи значајанији град у држави.
Перник се сместио у долини горњег тока реке Струме, на старом средњовековном трговачком путу Софија — Солун. (данас магистрала Е79). Град окружују планине Витоша, Вискјар и Голо брдо. И поред тога што је град у долини, он је на знатној надморској висини од 710 m, па је то је највиши већи град у Бугарској.
Клима у граду је оштра варијанта континенталне због знатне надморске висине града.
На подручју општине Перник се налази и део националног парка „Витоша“ (буг: Народен парк „Витоша") од чијих 26577 хектара се на општинским атару налазе 9988 хектара. 5 km јужно од града налази се резерват Острица са највећим врхом на (1.146 m н. в. на планини Голо Брдо (буг: Голо бърдо).

## Историја
Околина града Перника била је насељена још у римско време. Ту је био римски град "Aelea".
Прво насеље на месту Перника било је средњовековно насеље и утврда Кракра.
Кракра је у време цара Самуила био његов војвода - заштитник тог града. Одбранио је град два пута херојски се борећи: 1002. и 1016. године. Утврђени град Перник по планином Витошом је бранио прелаз из Поморавља и Подунавља у маричку и струмичку долину. Византијски цар Василије опседао је 1016. године безуспешно град 88 дана, па се повукао.
Стефан Немања је пре 1192. године освојио и порушио до темеља тврђаву Перник, близи Средеца (Софије).
У 14. веку град Кракра пада под власт Османлија и губи значај. По ослобађању овог краја од Османлија 1878. године Перник је био мало село. Међутим, откриће рудног богатства на уласку у 20. век довело до наглог раста насеља. Године 1929. Перник званично постаје град, а 1958. обласно средиште. У периоду између 1934. и 1946. године становништво се ту увећало за 80%, што је највиши раст у целој Бугарској.
Црква Св. Јована у Пернику има дрвени иконостас и владичански сто, који је резао мајстор дрворезбар Мијак, Нестор Алексијевић Мирчески.

## Становништво
| 1934.  | 1946.  | 1956.  | 1965.  | 1975.  | 1985.  | 1992.  | 2001.  | 2011.  |
| ------ | ------ | ------ | ------ | ------ | ------ | ------ | ------ | ------ |
| 21.269 | 34.981 | 63.482 | 81.526 | 87.408 | 94.155 | 90.549 | 85.991 | 80.191 |

По проценама из 2007. године град Перник имао 83.869 становника. Већина градског становништва су етнички Бугари. Остатак су [махом Роми. Претежна вероисповест становништва је православна.
Последњих 20ак година град губи становништво због удаљености од главних токова развоја у земљи. Ово је много драматичније него код других градова сличне величине због стагнације рударства, које је веома битно за град. Оживљавање привреде и близина Софије требало би зауставити негативни демографски тренд.

## Привреда
Перничка област је рударска регија са највећим рударским резервама угља у Бугарској. Због тога је Перник средиште рударске и енергетске индустрије у Бугарској.

## Образовање
На подручју општине Перник има 20 основних школа, 9 средњих школа и 6 гимназија.

## Општина Перник
| Општина Перник има 2 града и 22 села. Градови су: - Перник - Батановци. Велика села су: - Дивотино - Драгичево - Студена Средња по величини села су: - Кладница - Љулин (буг: Люлин) - Мешћица - Рударци - Јарџиловци (буг: Ярджиловци) | Мала села су: - Богданов дол - Боснек - Витановци - Големо Бучино - Кралев дол, Росник - Черна гора Најмања села су: - Вискјар (буг: Вискяр) - Зидарци - Лесковец - Планиница - Радуј (буг: Радуй) - Селишћен дол (буг: Селищен дол) - Чујпетлово (буг: Чуйпетлово) |

## Партнерски градови
- Кавадарци
- Ираклион
- Лублин
- Oвар
- Магдебург
- Лозана
- Скопље
- Кан
- Кардиф
- Милано
- Обреновац
- Љубљана
- Сплит
- Пардубице
- Грац
- Лас Вегас
- Huai'an
- Градска општина Пантелеј
- Орозеи
- Нилуфер
- Рожаје
- Орша
- Луганск
- Електростаљ
- Балашиха
- Џенин
- Пјонгсонг